# 羽賀亮洋
羽賀 亮洋（はが あきひろ、1981年1月26日 - ）は、日本のスタントマン、スーツアクター。愛知県名古屋市出身。BOS Action Unity・ロサンゼルス支部長。アメリカ合衆国におけるエージェンシトはCMGタレント。

## 人物
13歳の時に『仮面ノリダー』のジョッカーになりたいと思い、倉田プロモーションに入ることを夢見るが、中学在学中であることなどから断念し器械体操を学び始める。
15歳の時からキャラクターショーのアルバイトを始め、同年にアメリカ合衆国の永住権を取得。高校卒業後、2003年に渡米し、ロサンゼルスの語学学校へ入学。
語学学校在学中、坂本浩一と会ったことがきっかけで、ニュージーランドに渡り、『パワーレンジャー・ダイノサンダー』と『パワーレンジャー・S.P.D.』のレッドレンジャーのスタントを担当する。
その後は日本に戻り、東京で活動するが、苦労が絶えず、仕事を続けていくか悩んだが、よみうりランドにてキャラクターショーの仕事を1年間続けた後、再びパワーレンジャーの現場に3シーズン参加。2012年に再びアメリカ合衆国に渡り、ニューヨークを拠点に活動している。2016年7月から日本の殺陣をベースにした子供向け体操教室パワーレンジャー・アクション体操クラスを開講。

## 出演

### テレビドラマ
- パワーレンジャー・ダイノサンダー Power Rangers Dino Thunder（2004年） - レッドレンジャー[9][3][10]、ブラックレンジャー[10]、スタントダブル（コナー・マクナイト）[10]、ティラナドローン
- パワーレンジャー・S.P.D. Power Rangers S.P.D（2005年） - レッドレンジャー[9][3]
- 魔法戦隊マジレンジャー（2006年） - マジレッド：NZユニット[9]
- KAMEN RIDER DRAGON KNIGHT Kamen Rider Dragon Knight（2008年） - 仮面ライダーウィングナイト[9]
- パワーレンジャー・サムライ Power Rangers Samurai（2011年） - サムライレッドレンジャー[9]
- らんま1/2（2011年） - スタントダブル（早乙女乱馬）
- パワーレンジャー・スーパーサムライ Power Rangers Super Samurai（2012年） - レッドレンジャー[9]
- パワーレンジャー・スーパーメガフォース Power Rangers Super Megaforce（2014年） - シルバーレンジャー[9]、マイティ―モーフィングリーンレンジャー
- パワーレンジャー・ダイノチャージ Power Rangers Dino Charge（2015年） - レッドレンジャー[9]、
- パワーレンジャー・スーパーダイノチャージ Power Rangers Dino Super Charge（2016年） - レッドレンジャー[9]、スレッジ、グラファイトレンジャー、ゼノウィング
- Iron Fist（2016年） - 殺し屋スタント
- ザ・ラストシップ The Last Ship（2016年） - 中国兵、スタントダブル
- The Starry Night, the Starry Sea（2017年） - スタント（ニューヨークユニット）

### ネット配信
- スタートレック:ピカード Star Trek: Picard（2020年） - スタント
- マンダロリアン The Mandalorian（2020年） - スタント

### 映画
- 海賊戦隊ゴーカイジャーVS宇宙刑事ギャバン THE MOVIE（2012年） - 怪人[9]
- 仮面ライダー×スーパー戦隊 スーパーヒーロー大戦（2012年）- ハリケンレッド[9]
- 死ガ二人ヲワカツマデ…第一章 「色ノナイ青」（2012年）- スタント
- 仮面ライダー×仮面ライダー ウィザード&フォーゼ MOVIE大戦アルティメイタム（2012年） - イール[9][3]、ワイヤーリガー[9]
- 宇宙刑事ギャバン THE MOVIE（2012年） - リザードダブラー[9]、ワイヤーリガー[9]
- ハングオーバー!!! 最後の反省会 The Hangover Part III（2013年） - 囚人
- タイガーマスク（2013年） - ワイヤーリガー
- マイティ・ソー/ダーク・ワールド Thor: The Dark World（2013年） -  ダークエルフ
- エヴァリー Everly（2014年） - スタントダブル
- Red Blood Yellow Skin（2015年） - 北ベトナム軍コマンダー
- KARATE KILL/カラテ・キル（2016年） - バーテンダー、スタント
- Syndicate Smasher（2016年） - ヤクザ6
- 大脱出2 Escape Plan 2: Hades（2018年） - スタントダブル（黄暁明）
- アベンジャーズ/エンドゲーム Avengers: Endgame（2019年） - スタントダブル（真田広之）
- ゴジラ キング・オブ・モンスターズ Godzilla: King of the Monsters（2019年） - スタント
- ジョン・ウィック:パラベラム John Wick: Chapter 3 - Parabellum（2019年） - シノビ
- 2nd Unit: Invisible Action Stars（2019年） - 本人出演
- ハーレイ・クインの華麗なる覚醒 BIRDS OF PREY Birds of Prey (and the Fantabulous Emancipation of One Harley Quinn)（2020年） - スタント

### 舞台
- M:I-102～たのきは全力投球（2001年）
- 超光速FIRE☆MONKEY G〜とりあえず西遊記〜（2001年）
- 白蛇伝 White Lovers（2006年） - 夷槌
- えくぼ〜people song〜（2007年）
- ミナモ、（2007年）
- UNDER THE WORLD !! 〜特命刑事麻宮ララ〜（2007年）
- ヒーロー2…ありがとう（2012年） - タイガーファイター
- ポルトヨーロッパ・特命戦隊ゴーバスターズショー（2012年）

### CM
- 聖戦ケルベロス（2011年） - スタント

### PV
- EXILE「ALL NIGHT LONG」（2012年） - ファイター、ワイワーリガー
- ROACH「MY FRIENDS FOREVER」（2012年） - マーシャルアーティスト、ワイヤーコーディネーター

### ゲーム
- デビルメイクライ3 Special Edition（2006年） - スタント
- ワールドサッカー ウイニングイレブン 2008（2008年） - モーションアクター（サッカー選手）
- 龍が如く3（2009年） - モーションアクター（島袋力也、峯義孝）
- 龍が如く4 伝説を継ぐもの（2010年） - モーションアクター（冴島大河）
- エルシャダイ（2011年） - モーションアクター（ルシフェル）
- 龍が如く OF THE END（2011年） - モーションアクター（郷田龍司）
- 龍が如く5 夢、叶えし者（2013年） - モーションアクター（冴島大河）